# 摂動函数
数学の数理最適化の分野において、摂動函数（せつどうかんすう、英: perturbation function）とは、主問題と双対問題を関連づける任意の函数である。そのような任意の函数は元の問題の摂動を定義する事実から、その名が付けられた。多くの場合、この函数は制約条件をシフトする形状を取る。
文献によっては、価値函数が摂動函数と呼ばれ、摂動函数は二重函数（bifunction）と呼ばれることもある。

## 定義
分離的な局所凸空間の二つの双対組 {\displaystyle \left(X,X^{*}\right)} と {\displaystyle \left(Y,Y^{*}\right)} が与えられるとする。このとき、与えられた函数 {\displaystyle f\colon X\to \mathbb {R} \cup \{+\infty \}} に対する主問題を次で定義する。
{\displaystyle \inf _{x\in X}f(x).\,}
制約条件が存在するならば、それら制約条件を {\displaystyle f=f+I_{\text{constraints}}} として函数 {\displaystyle f} に含めてしまうこともできる。ここで {\displaystyle I} は指示函数である。このとき {\displaystyle F:X\times Y\to \mathbb {R} \cup \{+\infty \}} が摂動函数であるための必要十分条件は、{\displaystyle F(x,0)=f(x)} である。

## 双対性
双対ギャップは、次の不等式の右辺と左辺の差で与えられる。
{\displaystyle \sup _{y^{*}\in Y^{*}}-F^{*}(0,y^{*})\leq \inf _{x\in X}F(x,0),}
ここで {\displaystyle F^{*}} は両変数についての凸共役である。
摂動函数 F をどのように選んでも弱双対性は成立する。また強双対性が成立するための条件は数多く存在する。例えば、F が真結合凸函数で、下半連続かつ {\displaystyle 0\in \operatorname {core} (\operatorname {Pr} _{Y}(\operatorname {dom} F))} であり（ここで {\displaystyle \operatorname {core} } は代数的内部を表し、{\displaystyle \operatorname {Pr} _{Y}} は {\displaystyle \operatorname {Pr} _{Y}(x,y)=y} で定義される Y の上への射影である）、X と Y がフレシェ空間であるなら、強双対性は成立する。

## 例

### ラグランジアン
{\displaystyle (X,X^{*})} と {\displaystyle (Y,Y^{*})} を双対組とする。（f(x) を最小化する）主問題と、関連する摂動函数 (F(x,y)) が与えられたとき、ラグランジアン {\displaystyle L:X\times Y^{*}\to \mathbb {R} \cup \{+\infty \}} は、F の y に関する負の共役（すなわち、凹共役）である。すなわち、ラグランジアンは次で定義される。
{\displaystyle L(x,-y^{*})=\inf _{y\in Y}\left\{F(x,y)-y^{*}(y)\right\}.}
特に、弱双対ミニマックス方程式は次のように表される。
{\displaystyle \sup _{y^{*}\in Y^{*}}-F^{*}(0,y^{*})=\sup _{y^{*}\in Y^{*}}\inf _{x\in X}L(x,y^{*})\leq \inf _{x\in X}\sup _{y^{*}\in Y^{*}}L(x,y^{*})=\inf _{x\in X}F(x,0).}
主問題が、{\displaystyle {\tilde {f}}(x)=f(x)+I_{\mathbb {R} _{+}^{d}}(-g(x))} に対し
{\displaystyle \inf _{x:g(x)\leq 0}f(x)=\inf _{x\in X}{\tilde {f}}(x)}
で与えられるとする。このとき、摂動が
{\displaystyle \inf _{x:g(x)\leq y}f(x)}
で与えられるなら、摂動函数は
{\displaystyle F(x,y)=f(x)+I_{\mathbb {R} _{+}^{d}}(y-g(x))}
となる。したがって、ラグランジアン双対性との関連は、L が明らかに次で与えられることから分かる。
{\displaystyle L(x,y^{*})={\begin{cases}f(x)+y^{*}(g(x))&{\text{if }}y^{*}\in \mathbb {R} _{+}^{d}\\-\infty &{\text{else}}\end{cases}}}.

### フェンシェル双対性
{\displaystyle (X,X^{*})} と {\displaystyle (Y,Y^{*})} を双対組とする。ある線型作用素 {\displaystyle T:X\to Y} とその随伴作用素 {\displaystyle T^{*}:Y^{*}\to X^{*}} の存在を仮定する。また主目的函数（指示函数による制限も含む）は、{\displaystyle J:X\times Y\to \mathbb {R} \cup \{+\infty \}} に対して {\displaystyle f(x)=J(x,Tx)} と表すことが出来るものとする。このとき、摂動函数は次で与えられる。
{\displaystyle F(x,y)=J(x,Tx-y)}.
特に、主目的函数が {\displaystyle f(x)+g(Tx)} であるなら、摂動函数は {\displaystyle F(x,y)=f(x)+g(Tx-y)} で与えられるが、これはフェンシェル双対性の伝統的な定義である。